# Kiki Sukezane
Kiki Sukezane (Kioto, 5 de abril de 1989) es una actriz y artista marcial japonesa.

## Biografía
Kiki Sukezane nació en el seno de una familia con linaje de samuráis. Inició su carrera internacional como actriz interpretando el papel de Miko Otomo en la serie de televisión de 2015 Heroes Reborn. En 2018 apareció en las series Westworld y Lost in Space. Sukezane reside actualmente en Los Ángeles, California.

## Filmografía

### Cine
| Año  | Título              | Rol     | Notas |
| ---- | ------------------- | ------- | ----- |
| 2019 | The Earthquake Bird | Natsuko |       |

### Televisión
| Año     | Título         | Rol           | Notas             |
| ------- | -------------- | ------------- | ----------------- |
| 2013-14 | The Yokai King | Nuko          | Reparto principal |
| 2015-16 | Heroes Reborn  | Miko Otomo    | Reparto principal |
| 2018    | Westworld      | Sakura        | 2 episodios       |
| 2018    | Lost in Space  | Aiko Watanabe | Reparto principal |
| 2019    | The Terror     | Yuko          | Segunda temporada |